# Coeliccia erici
Coeliccia erici – gatunek ważki z rodziny pióronogowatych (Platycnemididae). Występuje na Półwyspie Malajskim (w jego części należącej do Malezji oraz na skrajnym południu części należącej do Tajlandii) oraz pobliskiej wyspie Pangkor.